# Роналд Куман
Ро́налд Ку́ман (нід. Ronald Koeman, 21 березня 1963, Зандам, Північна Голландія) — нідерландський футболіст, захисник збірної Нідерландів та низки європейських клубів. Нині  — тренер.
Дворазовий володар звання найкращого футболіста Нідерландів. Чемпіон Європи 1988 року у складі збірної Нідерландів. Семиразовий чемпіон Нідерландів (у тому числі тричі — як тренер), чотириразовий чемпіон Іспанії, дворазовий володар Кубка європейських чемпіонів.
Володів потужним ударом, який дозволяв йому забивати велику, як для захисника, кількість голів, насамперед зі штрафних ударів. За підрахунками Міжнародної федерації футбольної історії і статистики (IFFHS) є найрезультативнішим захисником в історії футболу.

## Клубна кар'єра
Розпочав професійні виступи 1980 року у нідерландському клубі «Гронінген» з однойменного міста. Деякий час захищав кольори клубу разом зі своїм старшим братом Ервіном. «Гронінген» був досить посередньою за мірками Ередивізі командою, тому перехід Роналда у 1983 році до столичного «Аякса» став справжнім кроком уперед. У сезоні 1984—85 молодий гравець здобув свій перший титул — «золото» першості Нідерландів, а вже наступного сезону додав до нього титул володаря Кубка країни.
1986 року гравець перейшов до клубу ПСВ, у складі якого провів три сезони, кожний з яких відзначився для Кумана черговим титулом чемпіона Нідерландів. Протягом трьох сезонів перебування Кумана у команді ПСВ також двічі здобували Кубок Нідерландів та виграли у 1988 році титул клубних чемпіонів Європи, перегравши у фіналі Кубку чемпіонів УЄФА лісабонську «Бенфіку». Долю фінальної гри вирішила серія післяматчевих пенальті, яку влучним ударом розпочав саме Куман.
У 1989 році Куман переїхав до Іспанії, де протягом наступних шістьох сезонів захищав кольори одного з місцевих грандів — «Барселони». Роки, проведені в Іспанії, поповнили колекцію Кумана чотирма титулами чемпіона Іспанії, титулом володаря Кубка Короля, а також другим титулом клубного чемпіона Європи (в сезоні 1991—92). Цього разу внесок Кумана у здобуття його командою перемоги у фіналі Кубку чемпіонів був ще вагомішим. У фінальній грі «Барселона» грала на стадіоні «Вемблі» проти італійської «Сампдорії». Основний час гри завершився нульовою нічиєю. Долю двобою вирішив штрафний удар, присуджений у ворота «Сампдорії» менш ніж за десять хвилин до кінця додаткового часу і майстерно реалізований Роналдом Куманом. Забитий Куманом гол приніс «Барселоні» перший в її історії титул чемпіона Європи.
1995 року захисник повернувся на батьківщину, де провів два останні сезони ігрової кар'єри у роттердамському «Феєнорді», якій протягом цих років особливих успіхів ані на європейській арені, ані у внутрішніх змаганнях не досяг.

## Виступи за збірну

Куман (праворуч) у грі за збірну на ЧС-1990

У складі збірної Нідерландів дебютував 1983 року. Початковий етап кар'єри гравця у збірній було затьмарено постійною неспроможністю команди подолати кваліфікаційний бар'єр на шляху до фінальної частини великих турнірів. Нідерланди не пройшли кваліфікаційний етап Євро 1984 та Кубку світу 1986.
Після низки подібних розчарувань справжнім святом для усього голландського футболу став Євро 1988, на якому збірна Нідерландів не лише подолала кваліфікаційний раунд, але й уперше в історії здобула континентальний чемпіонський титул. Поступившись у першому матчі групового турніру збірній СРСР 0‑1, Нідерланди взяли реванш у фіналі з рахунком 2‑0. На цьому чемпіонаті пару Куману в центрі оборони збірної складав Франк Райкард.
На Кубку світу 1990 в Італії збірна Нідерландів вибула з боротьби, поступившись з рахунком 1‑2 збірній ФРН уже на стадії 1/8 фіналу.
Суперництво Нідерландів і тепер уже об'єднаної Німеччини на футбольних полях продовжилося на Євро 1992 — цього разу гору взяли голландці з рахунком 3‑1. Але голландська команда не спромоглася відстояти свій попередній континентальний титул. Голландці несподівано поступились майбутньому сенсаційному чемпіону збірній Данії у півфінальній серії пенальті.
Куман завершив виступи за збірну після Кубку світу 1994, на якому збірна Нідерландів на етапі чвертьфіналів поступилася з рахунком 2:3 збірній Бразилії.

## Тренерська кар'єра
Завершивши ігрову кар'єру 1997 року виступами за «Феєнорд», Роналд Куман прийняв пропозицію головного тренера збірної Нідерландів Гуса Хіддінка приєднатися до тренерського штабу збірної, який готував команду до Чемпіонату світу 1998 року. По завершенні мундіалю, на якому нідерландська команда зайняла 4-е місце, поступившись у матчі за бронзові нагороди збірній Хорватії, Куман повернувся до Барселони, де увійшов до тренерського штабу каталонського гранда.
Перший досвід роботи на посаді головного тренера здобув протягом 2000—2001 років у нідерландському клубі «Вітесс», разом з яким брав участь у матчах початкових етапів Кубку УЄФА. 2001 року очолив амстердамський «Аякс». Перший сезон в Амстердамі виявився вдалим — команда зробила дубль, вигравши чемпіонське звання та Кубок країни. В сезоні 2003—04 команда повторно завоювала золоті медалі чемпіонату. Після провальної першої половини сезону 2004—05, по ходу якого «Аякс» відставав від головного конкурента в чемпіонаті ПСВ на 8 очок та вибув із боротьби у Кубку УЄФА, 25 лютого 2005 Куман пішов у відставку.
Після відставки в «Аяксі» 2005 року Куман зайняв вакантну позицію головного тренера у лісабонській «Бенфіці». Під керівництвом голландця команда виборола Суперкубок Португалії, однак фінішувала лише на третьому місці в чемпіонаті та вибула з боротьби за Кубок країни на стадії чвертьфіналів. Такі результати, а також запрошення від ПСВ посприяли рішенню Кумана залишити Португалію за рік до завершення контракту з «Бенфікою».
У сезоні 2006—07 Куман очолював ПСВ з Ейндговена, змінивши на посаді головного тренера команди Гуса Хіддінка. Команда жваво розпочала виступи в чемпіонаті, однак у другій половині сезону втратила багато очок, дозволивши основним конкурентам «Аяксу» та АЗ наздогнати себе в турнірній таблиці. Лише впевнена перемога ПСВ в останньому турі чемпіонату дозволила Куману вибороти свій третій титул чемпіона Нідерландів як тренера.
У жовтні 2007 року Куман був призначений головним тренером іспанської «Валенсії». Разом з цією командою тренер виборов Кубок Короля, однак продемонстрував украй погані результати у чемпіонаті країни. Під його керівництвом «Валенсія» опинилася на 15-му рядку турнірної таблиці першості, усього за два очки від зони вильоту з Прімери. Керівництво клубу вирішило не дочікуватися завершення сезону і звільнило Кумана у квітні 2008 року після нищівної поразки від «Атлетика» з Більбао з рахунком 1:5.
Після невдачі в Іспанії повернувся до Нідерландів, де змінив Луї ван Гала на посаді головного тренера клубу АЗ Алкмар. Перебування Кумана на чолі команди протривало трохи більше півроку, після 7 поразок у 16 стартових іграх першості країни керівництво клубу ухвалило рішення про його звільнення з посади.
21 липня 2011 року був призначений головним тренером клубу «Феєнорд» з Роттердама. Після цього призначення Куман став першим, хто спочатку грав за всі команди «великої трійки» нідерландського футболу («Аякс», ПСВ і «Феєнорд»), а згодом очолював їх на посаді головного тренера. Робота у «Феєнорді» була загалом успішною, і вже на початку 2012 року тренерський контракт, що був розрахований лише на один рік, було подовжено. Залишив клуб Роналд Куман після завершення сезону 2013/14 з власної ініціативи.
На той момент нідерландець вже мав запрошення від англійського «Саутгемптона», роботу в якому розпочав дуже вдало, здобувши чотири перемоги у стартових шести матчах першості. У вересні 2014 року був уперше обраний Тренером місяця англійської Прем'єр-ліги, згодом повторив це досягнення у січні 2015 року, коли його команда виграла усі три проведені матчі. Загалом сезон 2014/15 «Саутгемптон» завершив на досить високому для себе сьомому місці Прем'єр-ліги. Наступний сезон виявився ще вдалішим — його команда Кумана завершила на своєму найвищому в історії шостому місці, здобувши рекодні 63 очки.
14 червня 2016 року було оголошено про укладання Куманом трирічного тренерського контракту з «Евертоном». Тренеру вдалося покращити результати й цієї англійської команди, яка в сезоні 2016/17 також фінішувала сьомою. Перед початком сезону 2017/18 нідерландець отримав рекордний в історії «Евертона» трансферний бюджет. Утім попри низку гучних придбань ліверпульський клуб не зумів знайти достойної заміни форварду Ромелу Лукаку, своєму найкращому бомбардиру, який у міжсезоння перейшов до «Манчестер Юнайтед». У результаті старт сезону команда провалила і 23 жовтня 2017 року було оголошено про звільнення Кумана.
6 лютого 2018 року один з найкращих захисників в історії національної збірної Нідерландів став її новим головним тренером, змінивши на посаді Діка Адвоката, звільненого після невиходу збірної на чемпіонат світу 2018 року. Під керівництвом Кумана нідерландці успішно виступили у Лізі націй УЄФА 2018—2019, ставши фіналістами першого розіграшу цього турніру. Також вивів збірну до фінальної частини Євро-2020, який став першим великим міжнародним турніром для нідерландської команди з 2014 року, адже ані на Євро-2016, ані на ЧС-2018 вона не пробивалася.
На посаді головного тренера рідної збірної пропрацював до 19 серпня 2020 року, коли президент «Барселони» Хосеп Бартомеу оголосив про призначення Кумана на посаду наставника каталонської команди. Контракт з тренером розрахований до 30 червня 2022 року. Однак 27 жовтня 2021 року Кумана було звільнено з посади через погані результати команди.

## Статистика

### Статистика клубних виступів
| Турнір                   | «Гронінген» | «Гронінген» | «Аякс» | «Аякс» | ПСВ | ПСВ | «Барселона» | «Барселона» | «Феєнорд» | «Феєнорд» | Всього | Всього |
| Турнір                   | І           | Г           | І      | Г      | І   | Г   | І           | Г           | І         | Г         | І      | Г      |
| ------------------------ | ----------- | ----------- | ------ | ------ | --- | --- | ----------- | ----------- | --------- | --------- | ------ | ------ |
| Міжконтинентальний кубок | —           | —           | —      | —      | 1   | 1   | 1           | 0           | —         | —         | 2      | 1      |
| Кубок чемпіонів          | —           | —           | 4      | 0      | 14  | 3   | 34          | 10          | —         | —         | 52     | 13     |
| Кубок кубків             | —           | —           | —      | —      | —   | —   | 11          | 5           | 7         | 3         | 18     | 8      |
| Кубок УЄФА               | —           | —           | 4      | 3      | —   | —   | —           | —           | 5         | 0         | 9      | 3      |
| Суперкубок УЄФА          | —           | —           | —      | —      | 2   | 0   | 3           | 0           | —         | —         | 5      | 0      |
| Чемпіонат Іспанії        | —           | —           | —      | —      | —   | —   | 192         | 67          | —         | —         | 192    | 67     |
| Кубок Іспанії            | —           | —           | —      | —      | —   | —   | 5           | 0           | —         | —         | 5      | 0      |
| Суперкубок Іспанії       | —           | —           | —      | —      | —   | —   | 4           | 0           | —         | —         | 4      | 0      |
| Чемпіонат Нідерландів    | 89          | 33          | 94     | 23     | 98  | 51  | —           | —           | 60        | 19        | 342    | 126    |
| Кубок Нідерландів        |             |             | 13     | 5      |     |     | —           | —           |           |           | 13     | 5      |
| Суперкубок Нідерландів   | —           | —           | —      | —      | —   | —   | —           | —           | 1         | 0         | 1      | 0      |
| Всього                   | 89          | 33          | 115    | 31     | 115 | 55  | 250         | 82          | 73        | 22        | 642    | 223    |

### Статистика виступів за збірну
| Дата       | Місто         | Господарі      | Результат               | Гості             | Турнір                | Голи | Примітки |
| ---------- | ------------- | -------------- | ----------------------- | ----------------- | --------------------- | ---- | -------- |
| 27-4-1983  | Утрехт        | Нідерланди     | 0 – 3                   | Швеція            | товариський матч      | -    |          |
| 7-9-1983   | Гронінген     | Нідерланди     | 3 – 0                   | Ісландія          | Відбір до ЧЄ 1984     | 1    | 65'      |
| 21-9-1983  | Брюссель      | Бельгія        | 1 – 1                   | Нідерланди        | товариський матч      | -    |          |
| 12-10-1983 | Дублін        | Ірландія       | 2 – 3                   | Нідерланди        | Відбір до ЧЄ 1984     | -    |          |
| 16-11-1983 | Роттердам     | Нідерланди     | 2 – 1                   | Іспанія           | Відбір до ЧЄ 1984     | -    |          |
| 17-12-1983 | Роттердам     | Нідерланди     | 5 – 0                   | Мальта            | Відбір до ЧЄ 1984     | -    |          |
| 23-12-1984 | Нікосія       | Кіпр           | 0 – 1                   | Нідерланди        | Відбір до ЧС 1986     | -    | 77'      |
| 14-5-1985  | Будапешт      | Угорщина       | 0 – 1                   | Нідерланди        | Відбір до ЧС 1986     | -    | 62'      |
| 12-3-1986  | Лейпциг       | НДР            | 0 – 1                   | Нідерланди        | товариський матч      | -    |          |
| 29-4-1986  | Ейндговен     | Нідерланди     | 0 – 0                   | Шотландія         | товариський матч      | -    |          |
| 14-5-1986  | Дортмунд      | ФРН            | 1 – 3                   | Нідерланди        | товариський матч      | -    |          |
| 10-9-1986  | Прага         | Чехословаччина | 1 – 0                   | Нідерланди        | товариський матч      | -    |          |
| 15-10-1986 | Будапешт      | Угорщина       | 0 – 1                   | Нідерланди        | Відбір до ЧЄ 1988     | -    |          |
| 19-11-1986 | Амстердам     | Нідерланди     | 0 – 0                   | Польща            | Відбір до ЧЄ 1988     | -    | 46'      |
| 25-3-1987  | Роттердам     | Нідерланди     | 1 – 1                   | Греція            | Відбір до ЧЄ 1988     | -    | 72'      |
| 29-4-1987  | Роттердам     | Нідерланди     | 2 – 0                   | Угорщина          | Відбір до ЧЄ 1988     | -    |          |
| 9-9-1987   | Роттердам     | Нідерланди     | 0 – 0                   | Бельгія           | товариський матч      | -    |          |
| 14-10-1987 | Забже         | Польща         | 0 – 2                   | Нідерланди        | Відбір до ЧЄ 1988     | -    |          |
| 28-10-1987 | Роттердам     | Нідерланди     | 8 – 0                   | Кіпр              | товариський матч      | -    |          |
| 9-12-1987  | Амстердам     | Нідерланди     | 4 – 0                   | Кіпр              | Відбір до ЧЄ 1988     | 1    |          |
| 16-12-1987 | Родос         | Греція         | 0 – 3                   | Нідерланди        | Відбір до ЧЄ 1988     | 1    | кап.     |
| 23-3-1988  | Лондон        | Англія         | 2 – 2                   | Нідерланди        | товариський матч      | -    |          |
| 1-6-1988   | Амстердам     | Нідерланди     | 2 – 0                   | Румунія           | товариський матч      | -    | кап.     |
| 12-6-1988  | Кельн         | СРСР           | 1 – 0                   | Нідерланди        | ЧЄ 1988 - 1-й етап    | -    |          |
| 15-6-1988  | Дюссельдорф   | Англія         | 1 – 3                   | Нідерланди        | ЧЄ 1988 - 1-й етап    | -    |          |
| 18-6-1988  | Гельзенкірхен | Ірландія       | 0 – 1                   | Нідерланди        | ЧЄ 1988 - 1-й етап    | -    |          |
| 21-6-1988  | Гамбург       | ФРН            | 1 – 2                   | Нідерланди        | ЧЄ 1988 - півфінал    | 1    |          |
| 25-6-1988  | Мюнхен        | СРСР           | 0 – 2                   | Нідерланди        | ЧЄ 1988 - Фінал       | -    |          |
| 14-9-1988  | Амстердам     | Нідерланди     | 1 – 0                   | Уельс             | Відбір до ЧС 1990     | -    |          |
| 19-10-1988 | Мюнхен        | ФРН            | 0 – 0                   | Нідерланди        | Відбір до ЧС 1990     | -    | кап.     |
| 16-11-1988 | Рим           | Італія         | 1 – 0                   | Нідерланди        | товариський матч      | -    | кап.     |
| 4-1-1989   | Рамат-Ган     | Ізраїль        | 0 – 2                   | Нідерланди        | товариський матч      | -    | кап.     |
| 22-3-1989  | Ейндговен     | Нідерланди     | 2 – 0                   | СРСР              | товариський матч      | 1    |          |
| 26-4-1989  | Роттердам     | Нідерланди     | 1 – 1                   | ФРН               | Відбір до ЧС 1990     | -    | кап.     |
| 31-5-1989  | Гельсінкі     | Фінляндія      | 0 – 1                   | Нідерланди        | Відбір до ЧС 1990     | -    | кап.     |
| 6-9-1989   | Амстердам     | Нідерланди     | 2 – 2                   | Данія             | товариський матч      | 1    | кап.     |
| 11-10-1989 | Рексем        | Уельс          | 1 – 2                   | Нідерланди        | Відбір до ЧС 1990     | -    | кап.     |
| 15-11-1989 | Роттердам     | Нідерланди     | 3 – 0                   | Фінляндія         | Відбір до ЧС 1990     | 1    | кап.     |
| 20-12-1989 | Роттердам     | Нідерланди     | 0 – 1                   | Бразилія          | товариський матч      | -    | кап. 46' |
| 21-2-1990  | Амстердам     | Нідерланди     | 0 – 0                   | Італія            | товариський матч      | -    | кап.     |
| 28-3-1990  | Київ          | СРСР           | 2 – 1                   | Нідерланди        | товариський матч      | 1    | кап.     |
| 30-5-1990  | Відень        | Австрія        | 3 – 2                   | Нідерланди        | товариський матч      | 1    |          |
| 3-6-1990   | Загреб        | Югославія      | 0 – 2                   | Нідерланди        | товариський матч      | -    |          |
| 12-6-1990  | Палермо       | Нідерланди     | 1 – 1                   | Єгипет            | ЧС 1990 - 1-й етап    | -    |          |
| 16-6-1990  | Кальярі       | Англія         | 0 – 0                   | Нідерланди        | ЧС 1990 - 1-й етап    | -    |          |
| 21-6-1990  | Палермо       | Ірландія       | 1 – 1                   | Нідерланди        | ЧС 1990 - 1-й етап    | -    |          |
| 24-6-1990  | Мілан         | Нідерланди     | 1 – 2                   | ФРН               | ЧС 1990 - 1/8 фіналу  | 1    |          |
| 26-9-1990  | Палермо       | Італія         | 1 – 0                   | Нідерланди        | товариський матч      | -    | 54'      |
| 5-6-1991   | Гельсінкі     | Фінляндія      | 1 – 1                   | Нідерланди        | Відбір до ЧЄ 1992     | -    |          |
| 11-9-1991  | Ейндговен     | Нідерланди     | 1 – 1                   | Польща            | товариський матч      | -    | 72'      |
| 16-10-1991 | Роттердам     | Нідерланди     | 1 – 0                   | Португалія        | Відбір до ЧЄ 1992     | -    |          |
| 4-12-1991  | Салоніки      | Греція         | 0 – 2                   | Нідерланди        | Відбір до ЧЄ 1992     | -    |          |
| 12-2-1992  | Фару          | Португалія     | 2 – 0                   | Нідерланди        | товариський матч      | -    | кап.     |
| 25-3-1992  | Амстердам     | Нідерланди     | 2 – 0                   | Югославія         | товариський матч      | -    | кап. 46' |
| 27-5-1992  | Сіттард       | Нідерланди     | 3 – 2                   | Австрія           | товариський матч      | -    | 46'      |
| 5-6-1992   | Ланс          | Франція        | 1 – 1                   | Нідерланди        | товариський матч      | -    |          |
| 12-6-1992  | Гетеборг      | Шотландія      | 0 – 1                   | Нідерланди        | ЧЄ 1992 - 1-й етап    | -    |          |
| 15-6-1992  | Гетеборг      | Нідерланди     | 1 – 1                   | СНД               | ЧЄ 1992 - 1-й етап    | -    | 26'      |
| 18-6-1992  | Гетеборг      | Німеччина      | 1 – 3                   | Нідерланди        | ЧЄ 1992 - 1-й етап    | 1    |          |
| 22-6-1992  | Гетеборг      | Данія          | 2 – 2 д.ч. (5 – 4 п.п.) | Нідерланди        | ЧЄ 1992 - півфінал    | 1    |          |
| 9-9-1992   | Ейндговен     | Нідерланди     | 2 – 3                   | Італія            | товариський матч      | -    |          |
| 23-9-1992  | Осло          | Норвегія       | 2 – 1                   | Нідерланди        | Відбір до ЧС 1994     | -    | 8'       |
| 14-10-1992 | Роттердам     | Нідерланди     | 2 – 2                   | Польща            | Відбір до ЧС 1994     | -    |          |
| 16-12-1992 | Стамбул       | Туреччина      | 1 – 3                   | Нідерланди        | Відбір до ЧС 1994     | -    | кап.     |
| 24-2-1993  | Утрехт        | Нідерланди     | 3 – 1                   | Туреччина         | Відбір до ЧС 1994     | -    | кап. 32' |
| 9-6-1993   | Роттердам     | Нідерланди     | 0 – 0                   | Норвегія          | Відбір до ЧС 1994     | -    | кап.     |
| 22-9-1993  | Болонья       | Нідерланди     | 7 – 0                   | Сан-Марино        | Відбір до ЧС 1994     | 1    | кап.     |
| 13-10-1993 | Амстердам     | Нідерланди     | 2 – 0                   | Англія            | Відбір до ЧС 1994     | 1    | кап. 57' |
| 17-11-1993 | Познань       | Польща         | 1 – 3                   | Нідерланди        | Відбір до ЧС 1994     | -    | кап.     |
| 19-1-1994  | Туніс (місто) | Туніс          | 2 – 2                   | Нідерланди        | товариський матч      | 1    | кап.     |
| 20-4-1994  | Тілбург       | Нідерланди     | 0 – 1                   | Ірландія          | товариський матч      | -    | кап. 46' |
| 1-6-1994   | Ейндговен     | Нідерланди     | 7 – 1                   | Угорщина          | товариський матч      | 1    | кап.     |
| 12-6-1994  | Торонто       | Канада         | 0 – 3                   | Нідерланди        | товариський матч      | -    | кап.     |
| 20-6-1994  | Вашингтон     | Нідерланди     | 2 – 1                   | Саудівська Аравія | ЧС 1994 - 1-й етап    | -    | кап.     |
| 25-6-1994  | Орландо       | Бельгія        | 1 – 0                   | Нідерланди        | ЧС 1994 - 1-й етап    | -    | кап.     |
| 29-6-1994  | Орландо       | Марокко        | 1 – 2                   | Нідерланди        | ЧС 1994 - 1-й етап    | -    | кап.     |
| 4-7-1994   | Орландо       | Нідерланди     | 2 – 0                   | Ірландія          | ЧС 1994 - 1/8 фіналу  | -    | кап. 72' |
| 9-7-1994   | Даллас        | Бразилія       | 3 – 2                   | Нідерланди        | ЧС 1994 - чвертьфінал | -    | кап.     |
| Усього     |               | Матчів         | 78                      |                   | Голів                 | 14   |          |

### Тренерська статистика
Станом на 19 серпня 2020
| Команда       | З                | По             | Статистика | Статистика | Статистика | Статистика | Статистика | Статистика | Статистика | Статистика |
| Команда       | З                | По             | І          | В          | Н          | П          | Г+         | Г-         | РГ         | % В        |
| ------------- | ---------------- | -------------- | ---------- | ---------- | ---------- | ---------- | ---------- | ---------- | ---------- | ---------- |
| «Вітессе»     | 1 січня 2000     | 2 грудня 2001  | 79         | 40         | 23         | 16         | 132        | 77         | +55        | 50,63      |
| «Аякс»        | 3 грудня 2001    | 25 лютого 2005 | 151        | 94         | 30         | 27         | 320        | 147        | +173       | 62,25      |
| «Бенфіка»     | 8 червня 2005    | 8 травня 2006  | 49         | 27         | 11         | 11         | 64         | 38         | +26        | 55,10      |
| ПСВ           | 1 липня 2006     | 31 жовтня 2007 | 63         | 39         | 11         | 13         | 121        | 51         | +70        | 61,90      |
| «Валенсія»    | 5 листопада 2007 | 21 квітня 2008 | 34         | 11         | 9          | 14         | 38         | 47         | −9         | 32,35      |
| АЗ            | 18 травня 2009   | 5 грудня 2009  | 24         | 11         | 4          | 9          | 44         | 30         | +14        | 45,83      |
| Феєнорд       | 21 липня 2011    | 31 травня 2014 | 114        | 65         | 22         | 27         | 229        | 133        | +96        | 57,02      |
| «Саутгемптон» | 16 червня 2014   | 14 червня 2016 | 91         | 44         | 17         | 30         | 140        | 93         | +47        | 48,35      |
| «Евертон»     | 14 червня 2016   | 23 жовтня 2017 | 58         | 24         | 14         | 20         | 85         | 74         | +11        | 41,38      |
| Нідерланди    | 6 лютого 2018    | 18 серпня 2020 | 20         | 11         | 5          | 4          | 43         | 18         | +25        | 55,00      |
| «Барселона»   | 19 серпня 2020   | досі           | 0          | 0          | 0          | 0          | 0          | 0          | +0         | —          |
| Разом         | Разом            | Разом          | 683        | 367        | 145        | 171        | 1216       | 708        | —          | 53,73      |

## Досягнення
У складі клубу
- «Аякс»
  - Чемпіон Нідерландів: 1985
  - Кубок Нідерландів: 1986
- ПСВ

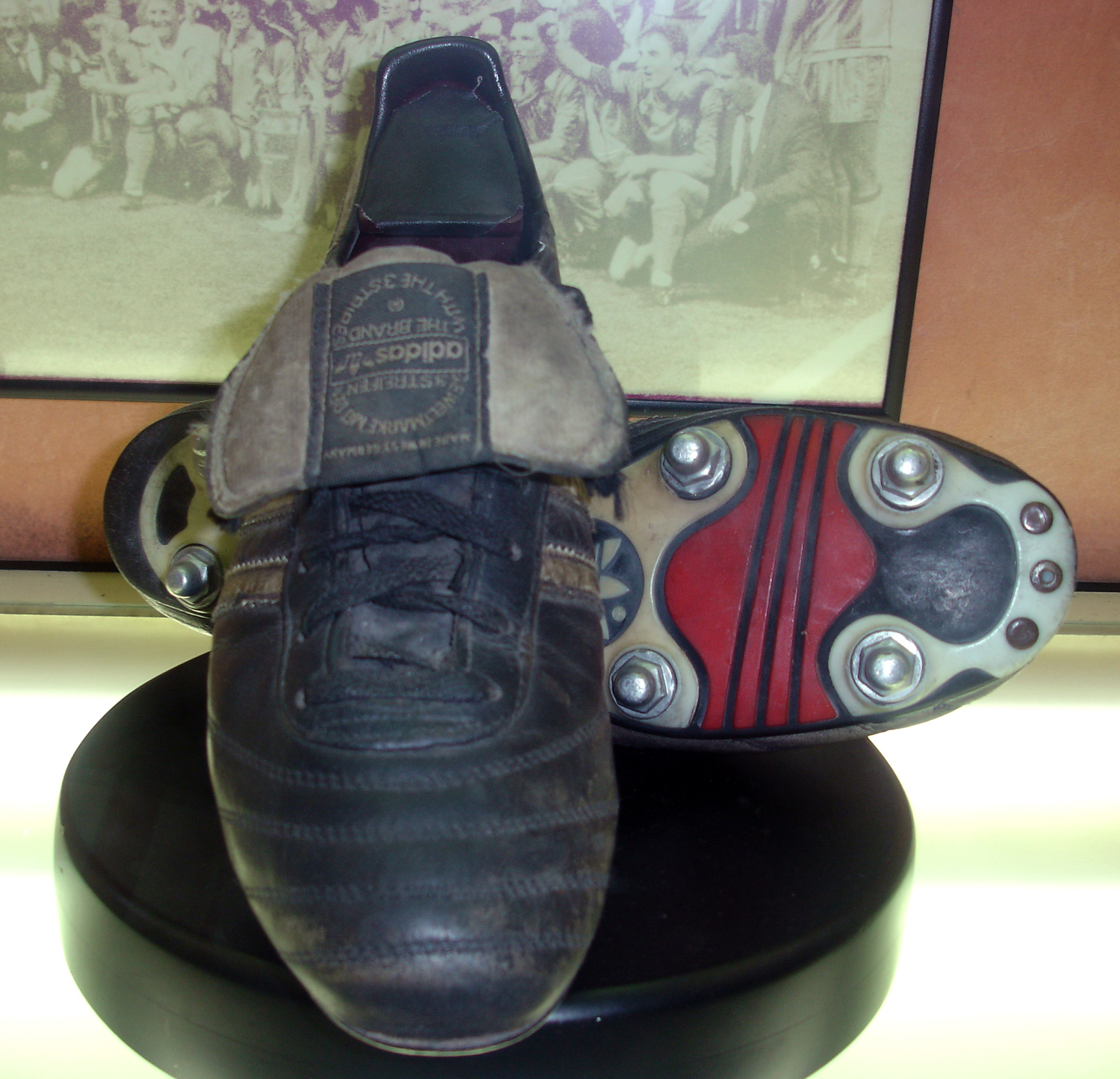
Бутси, в яких Роналд Куман забив вирішальний гол фіналу Кубку чемпіонів УЄФА 1992 року.

  - Чемпіон Нідерландів: 1987, 1988, 1989
  - Кубок Нідерландів: 1988, 1989
  - Кубок Чемпіонів: 1988
- «Барселона»
  - Чемпіон Іспанії: 1991, 1992, 1993, 1994
  - Кубок Іспанії: 1990
  - Суперкубок Іспанії: 1991, 1992, 1994
  - Кубок Чемпіонів: 1992
  - Суперкубок Європи: 1992

У складі збірної
- Нідерланди
  - Чемпіон Європи: 1988

Індивідуальні
- Найкращий гравець Нідерландів: 1987, 1988

Тренер
- «Аякс»
  - Чемпіон Нідерландів: 2002, 2004
  - Кубок Нідерландів: 2002
  - Суперкубок Нідерландів: 2002
- «Бенфіка»
  - Суперкубок Португалії: 2005
- ПСВ
  - Чемпіон Нідерландів: 2007
- «Валенсія»
  - Кубок Іспанії: 2008
- АЗ Алкмар
  - Суперкубок Нідерландів: 2009
- «Барселона»
  - Кубок Іспанії: 2021